# Otto von Arnold
Otto Gustaf Reinhold von Arnold-Grön, född 3 september 1950 i Källstorps församling, Malmöhus län, är en svensk jurist, civilekonom och tidigare politiker (kristdemokrat). Han var ordinarie riksdagsledamot 2007–2013, invald för Skåne läns södra valkrets.

## Biografi
Otto von Arnold är son till Hans-Göran von Arnold och Clara (född Stjernswärd). Samma år han föddes tog föräldrarna över Jordberga efter Otto von Arnolds morfar Gustaf Stjernswärd. Slottet och dess ägor har gått i arv till ättlingar av Arvid Fredrik Kurck sedan 1743. Gården drivs av företaget AB Jordberga Gård.
Otto von Arnold har en juris kandidatexamen från Stockholms universitet (1980) och en civilekonomexamen vid Lunds universitet (1976). Efter studierna i Lund var von Arnold verksam vid Trelleborgs gummifabrik, till 1979, då han blev controller vid ett dotterbolag, Ulvex gummifabrik. 1980-1982 var han datakonsult vid IDATA i Solna kommun, och var därefter konsult vid CEPRO. Han var forskarassistent vid Sveriges lantbruksuniversitet 1984–1986 och drev sedan egen konsultverksamhet.
Som äldste son tog han över ättens gods, Jordberga, efter föräldrarna 1990. Jordberga är ett av Skånes största gods, och definieras av von Arnold själv som främst ett växtodlingsföretag. Han har varit ordförande för Europas betodlare. 2007 ersatte han Peter Althin i Sveriges riksdag, och blev i den egenskapen ledamot av justitieutskottet. Han var även medlem av partistyrelsen. Den 21 februari 2013 lämnade von Arnold sin riksdagsplats och efterträddes av Magnus Sjödahl.
Inför valet 2014 meddelade Otto von Arnold, tillsammans med flera lokala partiföreträdare, att han lämnade Kristdemokraterna och anslöt sig till Moderaterna. Bakom hans avhopp låg bland annat att han tyckte att Kristdemokraterna i Trelleborg misskötts under lång tid och rykten om att den ledande lokale partiföreträdaren Mats Åke Svensson, brorson till den tidigare partiledaren Alf Svensson, misstänktes för ekonomiska oegentligheter i det företag som han varit delägare i och verkställande direktör för utan att partiet gått till botten med dessa misstankar.[källa behövs] I valet 2014 förlorade kristdemokraterna sina samtliga platser i kommunfullmäktige i Trelleborg.
År 1990 gifte sig von Arnold med Catherine Paues.

## Utmärkelser och ledamotskap
- Sveriges riksdags medalj i guld (RdGM)[6]
- Riddare av Johanniterorden i Sverige (RJohO)[6]
- Riddare av Franska orden de Mérite agricole (RFrdeMagr)[6]
- Ledamot av Vetenskapssocieteten i Lund (LVSL, 2002)[7]